# Michael Piazolo

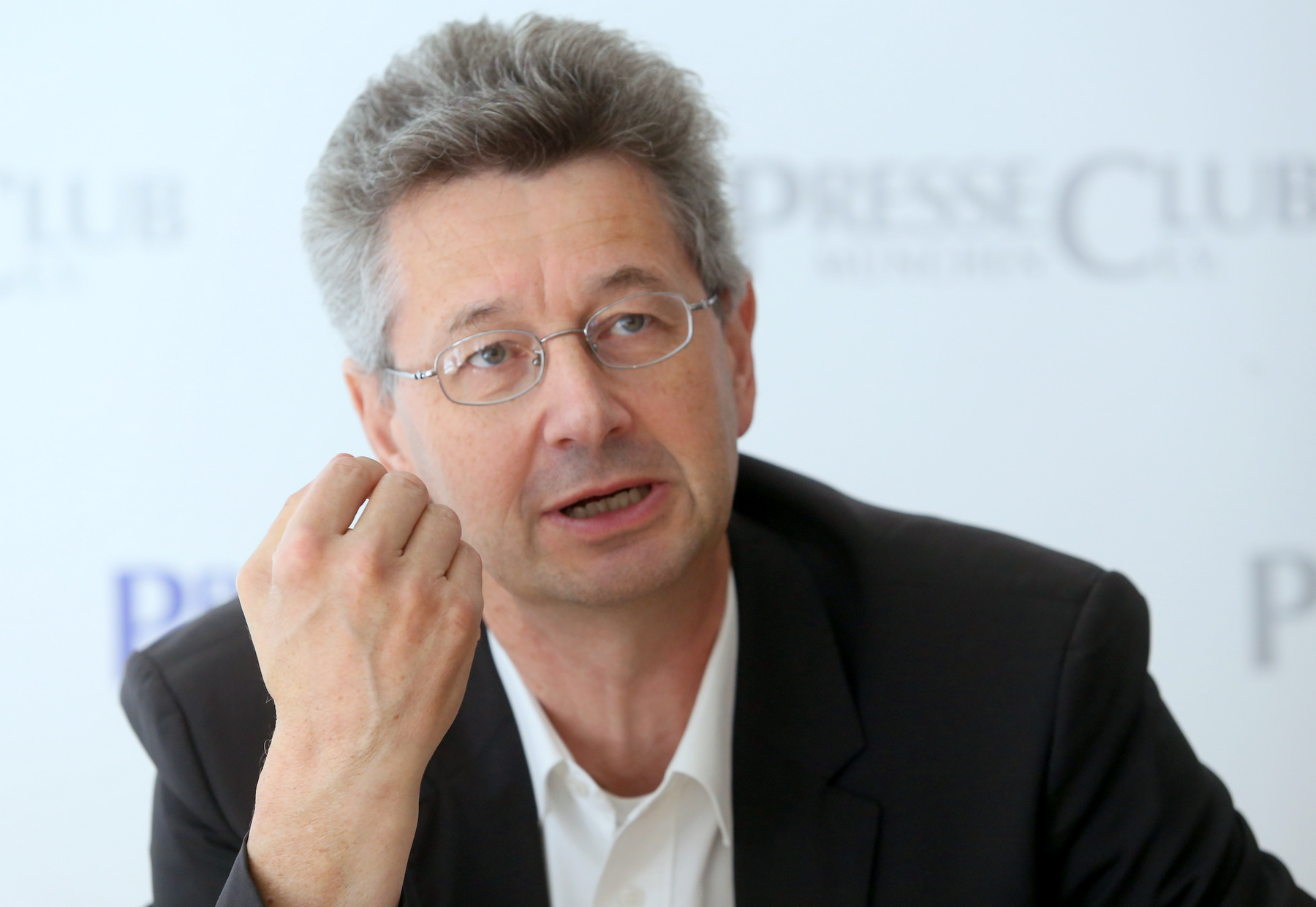
Michael Piazolo (2017)

Michael Piazolo (* 22. Oktober 1959 in Stuttgart) ist ein deutscher Politiker (Freie Wähler), Jurist und Politikwissenschaftler sowie seit 2008 Mitglied des Bayerischen Landtags.
Von November 2018 bis Oktober 2023 war er Bayerischer Staatsminister für Unterricht und Kultus im Kabinett Söder II.

## Leben
Piazolos Vater Paul Harro Piazolo war Staatssekretär im Bundesministerium für Bildung und Wissenschaft sowie Amtschef im Kultusministerium von Baden-Württemberg. Piazolo besuchte von 1969 bis 1979 das Karls-Gymnasium Stuttgart und studierte bis 1981 Rechtswissenschaft an der LMU München. 1981 und 1982 war er an der Universität Lausanne für Rechts- und Politikwissenschaft eingeschrieben. Von 1983 bis 1985 setzte er sein Studium an der LMU fort. Von 1985 bis 1988 war er Referendar unter anderem am Amtsgericht Fürstenfeldbruck, an der Hochschule Speyer und im Deutschen Generalkonsulat in New York.
1989 arbeitete Piazolo als Referent im Referat für Grundsatzfragen und Rechtsangelegenheiten der Zentralverwaltung des Münchner Goethe-Instituts. 1990 verbrachte er das Sommersemester an der University of Virginia. Er promovierte 1992 an der rechtswissenschaftlichen Fakultät der Universität Regensburg. Von 1991 bis 2006 war Piazolo Dozent an der Akademie für Politische Bildung in Tutzing, wo er eine Vielzahl von Büchern und Broschüren zu Verfassungs-, Staats- und Europarecht verfasste, auch für die Bayerische Landeszentrale für politische Bildung. Seit 1994 ist er Lehrbeauftragter an der Hochschule für Politik München; 1994/95 war er Geschäftsführer der Unabhängigen Kommission zur Überprüfung von Interessenkollisionen in Amt und Mandat. Von 1996 bis 2000 war Piazolo Koordinator des EU-Projekts Eurofamilia.
2003 habilitierte er sich im Fach Politikwissenschaft an der Universität Augsburg. Von 2003 bis 2006 war er dort Privatdozent. 2006 bis 2008 war er Professor an der Fachhochschule für Verwaltung und Rechtspflege Berlin. Von 2008 bis 2013 war er Professor für European Studies an der Hochschule München.
Piazolo ist ledig und römisch-katholischer Konfession.

## Politik
Piazolo ist seit 2001 Mitglied der Landesvereinigung Freie Wähler Bayern. Er wurde 2005 Vorsitzender der Freien Wähler Stadt München und 2006 stellvertretender Landesvorsitzender. Von 2010 bis 2019 war er Generalsekretär. 2008 wurde Piazolo in den Münchner Stadtrat gewählt, im September 2008 über den Wahlkreis Oberbayern in den Bayerischen Landtag, wonach er aus dem Stadtrat ausschied. 2013, 2018 und 2023 wurde er erneut in den Landtag gewählt. Er war hochschulpolitischer Sprecher der Fraktion im Bayerischen Landtag, Sprecher für Bundes- und Europaangelegenheiten und kulturpolitischer Sprecher. Von 2013 bis 2018 war er Vorsitzender des Ausschusses für Hochschule, Forschung und Kultur. Er war Initiator des 2013 erfolgreichen Volksbegehrens „Grundrecht auf Bildung ernst nehmen – Studienbeiträge abschaffen!“
Von November 2018 bis Oktober 2023 war er Bayerischer Staatsminister für Unterricht und Kultus im Kabinett Söder II.
Piazolo kandidiert bei der Oberbürgermeisterwahl in München im März 2026.
Zudem gehörte Piazolo bis 2019 dem Beirat der Stiftung Bayerisches Amerikahaus gGmbH sowie dem Reformbeirat der Hochschule für Politik München und dem Medienrat an.

## Persönliche Auszeichnungen
- 2022 Bayerischer Verdienstorden[8]

## Schriften
- D.E.M.I.A.N. Bayerns Schulen im digitalen Aufbruch. Allitera Verlag, München 2023, ISBN 3-96233-419-X
- Die Europäische Union. Elemente der Politik. VS Verlag für Sozialwissenschaften, Wiesbaden 2009.
- als Herausgeber: Modelle und Leitbilder für die Europäische Union, Verlag Fachhochschule für Verwaltung und Rechtspflege, Berlin 2008, ISBN 3-940056-08-1.
- mit Thomas Beck: Die gemeinsame Außen- und Sicherheitspolitik der EU, Verlag Fachhochschule für Verwaltung und Rechtspflege, Berlin 2007, ISBN 3-940056-01-4.
- Annäherung an die EU, Verlag Fachhochschule für Verwaltung und Rechtspflege, Berlin 2007, ISBN 3-933633-80-X.
- Macht und Mächte in einer multipolaren Welt. VS Verl. für Sozialwissenschaften, Wiesbaden 2006.
- Das integrierte Deutschland: europäische und internationale Verflechtungen. Bayerische Landeszentrale für politische Bildungsarbeit, München 2006.
- mit Jürgen Weber: Föderalismus: Leitbild für die Europäische Union? Olzog, München 2004.
- Solidarität. Deutungen zu einem Leitprinzip der Europäischen Union, Ergon Verlag, 2004, ISBN 3-89913-337-4.
- Der Rechtsstaat. Bayer. Landeszentrale für politische Bildungsarbeit, München 1999, 2. Auflage 2002, 3. Auflage 2004.
- mit Konrad Zumschlinge: 50 Jahre Europa-Union München. Geschichte einer Bürgerbewegung. Akademischer Verlag, München 2003.
- mit Jürgen Weber: Justiz im Zwielicht. Ihre Rolle in Diktaturen und die Antwort des Rechtsstaates, Olzog, 2001, ISBN 3-7892-9201-X.
- mit Jürgen Weber: Eine Diktatur vor Gericht. Aufarbeitung von SED-Unrecht durch die Justiz Olzog-Aktuell, 2001 (3.–6. Tausend 1996, EA 1995) ISBN 3-7892-8390-8 (Rezension: Goltdammers Archiv fur Strafrecht , Jg. 1997(144), Heft 4, S. 181–183).
- mit Heinke Lorenzen-Mersch, Jürgen Weber, Dorothea Weidinger, Gerhard Wolf: Zur Sache: Sozialkunde für Berufsschulen und Berufsfachschulen in Bayern (12. Jahrgangsstufe). Cornelsen, Stuttgart 1998/2001, ISBN 3-464-65576-8.
- Die Europäische Union – ein Überblick Akademischer Verlag, München 1997.
- mit Klaus Grosch (Hrsg.): Festung oder offene Grenzen? Entwicklung des Einwanderungs- und Asylrechts in Deutschland und Europa (Akademie für Politische Bildung Tutzing). Akademischer Verlag, München 1995, ISBN 3-929115-58-1.
- mit Tinnefeld/Köhler: Arbeit in der mobilen Kommunikationsgesellschaft, Vieweg+Teubner, 1996, ISBN 3-528-05545-6.
- als Herausgeber: Das Bundesverfassungsgericht – Ein Gericht im Schnittpunkt von Recht und Politik. v. Hase und Köhler, Mainz / München 1995.
- Verfassungsgerichtsbarkeit und politische Fragen, die Political Question Doktrin im Verfahren vor dem Bundesverfassungsgericht und dem Supreme Court der USA. Reihe Junge Wissenschaft 5, Ernst Vögel Verlag, München 1994. (Mit Geleitwort von Dieter Blumenwitz zur Begründung der Publikation dieser "im Herbst 1992 abgeschlossen(en)" herausragenden Diplomarbeit)
- als Herausgeber: Kulturelle Identität zwischen Tradition und Modernität: zur Bedeutung sozio-kultureller Faktoren in der entwicklungspolitischen Zusammenarbeit. Akademie für Politische Bildung, Tutzing 1992.
- Das Recht auf Abtreibung als Teilaspekt des Right of Privacy (Diss jur Regensburg). Peter Lang Verlag, Bern / Frankfurt am Main 1992, ISBN 3-631-45245-4.